# Kradibia copiosae
Kradibia copiosae är en stekelart som först beskrevs av Wiebes 1980.  Kradibia copiosae ingår i släktet Kradibia och familjen fikonsteklar. Inga underarter finns listade i Catalogue of Life.